# SS Katowice
El SS Katowice, originalmente llamado SS Vendemiare, fue un barco mercante polaco de 82 metros (269 pies) de largo construido en 1925. Era propiedad de Polish Ocean Lines y estaba registrado en Gdynia.
El barco sirvió durante la Segunda Guerra Mundial, incluido el desembarco de Normandía. El 1 de marzo de 1949, el barco naufragó en Terschelling, Países Bajos. Los miembros de la tripulación fueron rescatados.

## Hundimiento

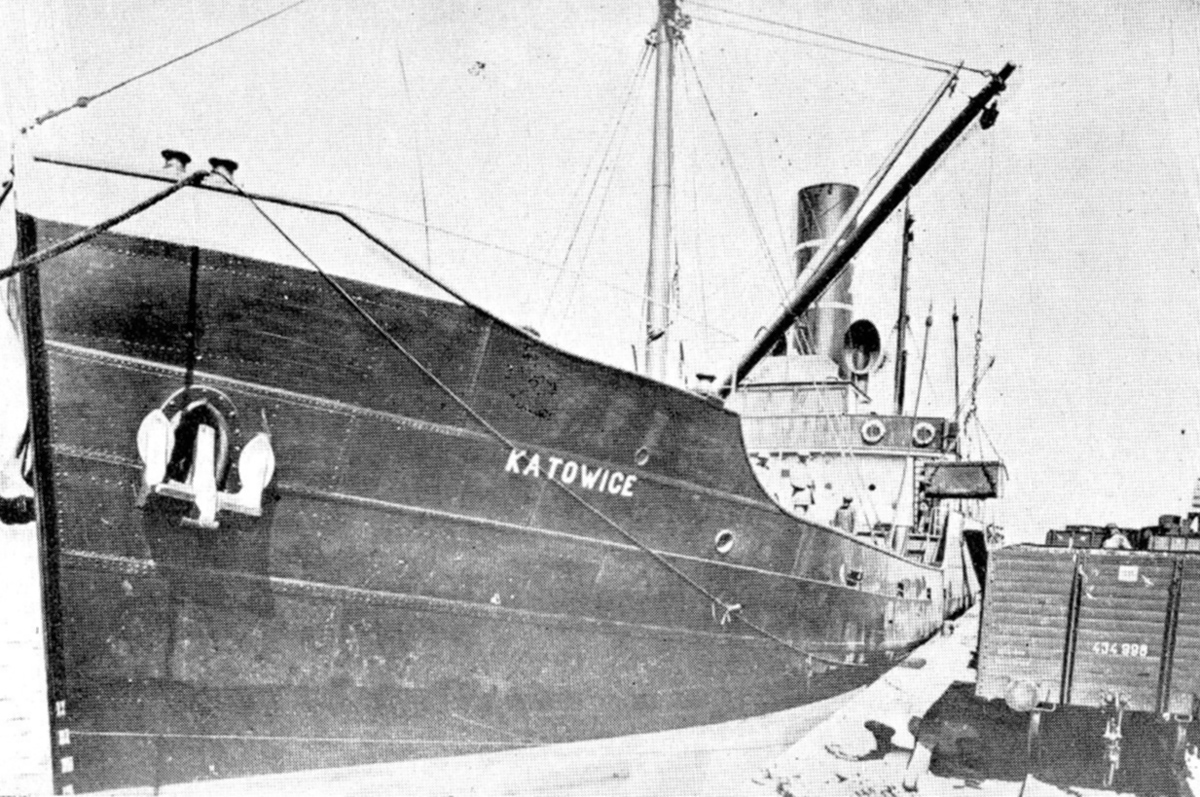
El buque en 1927

En marzo de 1949, el barco con el capitán K. Ostapowicz estaba en viaje a Polonia. En Vlissingen, Países Bajos, se había subido a bordo un valioso cargamento de cuero crudo y material de curtido del SS Kulaski polaco que había tenido una colisión en Westerschelde con el SS Lissekerk holandés y resultó gravemente dañado.
Al norte de las islas holandesas, el barco se encontró con una tormenta. El barco encalló en las tierras septentrionales de Terschelling y poco después el barco se partió en dos detrás de la sala de máquinas. A las 10 de la mañana, el capitán dio una señal de emergencia y el bote salvavidas holandés Brandaris II 2 navegó hacia el barco y se acercó al barco aproximadamente una hora después. 
El ancla del bote salvavidas se atascó detrás de la barandilla de Katowice pero (afortunadamente) la cadena del ancla se rompió. El bote salvavidas se acercó varias veces al barco y la tripulación polaca saltó a la red de seguridad del bote salvavidas. El marinero Douwe Tot recibió la medalla de oro de rescate, que solo se ha otorgado unas pocas veces. Klaas Tot (su hijo), Jaap de Beer y Eelke R. de Beer recibieron la medalla de plata. Más tarde también recibieron un importante galardón polaco.
23 de los tripulantes rescatados regresaron a Polonia en un avión adicional de KLM.
El valor del cargamento superaba los dos millones de florines. Muchas de las 27.000 pieles fueron rescatadas por la compañía naviera Doeksen.
El balandro n.° 2 del barco fue arrastrado a la orilla de Den Helder. Se descubrió que los tanques de agua y los compartimentos de aire estaban llenos de cigarrillos y medias de nailon. También se descubrió que a bordo se habían introducido de contrabando 80.000 cigarrillos.

## Pecio
A partir de los años 80, muchos buceadores acudieron al pecio del barco. Aún contenía muchas pieles. En 2010 se recuperó el condensador y la hélice de repuesto. Esa hélice ahora forma parte del museo de los recolectores de arena de Texel .